# Gilbert Simondon
Gilbert Simondon, född 2 oktober 1924 i Saint-Étienne i departementet Loire, död 7 februari 1989 i Palaiseau i departementet Essonne, var en fransk filosof.

## Akademisk karriär
Simondon undervisades av vetenskapsteoretikerna Georges Canguilhem och Martial Guéroult, och fenemonologen Maurice Merleau-Ponty. Han studerade vid Ecole Normale Supérieure och Sorbonne och disputerade 1958. Samma år publicerade han Du mode d'existence des objets techniques med Les Éditions Aubier-Montaigne, en skrift som omedelbart hade ett stort genomslag. I denna skrift vända han sig mot en förenklad humanism som blundar för subjektet teknologiska ”natur”. Hans främsta verk: L'individuation à la lumière des notions de Forme et d'Information publicerades i två delar, den första 1964 med titeln L'individu et sa génèse physico-biologique vid Presses Universitaires de France. Den andra delen publicerades inte förrän 1989 av Aubier under titeln L'individuation psychique et collective. Dessa skrifter skulle först nå en större läsekrets efter det att de hade refererats av Gilles Deleuze och, senare Bruno Latour och Bernard Stiegler. Dessa två texter som utgjorde hans huvudavhandling publicerades i sin helhet 2005 av Jérôme Millon.

## Individuation och teknologi
I L'individuation psychique et collective utvecklade Simondon en teori om individuell och kollektiv individuation. Han hävdade att det individuella subjektet måste ses som en produkt av individuation, snarare än denna individuations orsak. En modell av en nukleär individualitet är utbytt mot en oändlig process av denna individualitets skapande. Individuation utgjorde, för Simondon, en process som aldrig nådde sitt slut och därmed alltid efterlämnande en pre-individuell rest som möjliggjorde framtida individuationer. Individuationera skapade också alltid en individuell och en kollektiv subjektivitet, tätt sammanbundna.
Simondon kritiserade Norbet Wieners teori rörande cybernetics och argumenterade att all vetenskapsteori måste vända sig mot en klassifikation av teknologiska objekt utförd enligt fastslagna kriterier och artbestämningar. Hans mål var att utveckla en ontologi rörande det teknologiska som kunde överkomma cybernetikens brister.

## Betydelse
Simondons teori rörande individuation var en av de mest betydelsefulla influenserna för Gilles Deleuze filosofiska arbete. Deleuze diskuterade Simondon i ”Différence et répétition” från 1968 och Logique du sens från 1969. Ett mer allmänt erkännande av Simondons betydelse kom dock inte förrän efter 2000. Simondons verk har också influerat Bernard Stiegler.

### Verk
- Du mode d'existence des objets techniques (Méot, 1958; 2:a upp.. Paris: Aubier, 1989).
- L'individu et sa genèse physico-biologique (l'individuation à la lumière des notions de forme et d'information) (Paris: PUF, 1964; 2:a upp. J.Millon, coll. Krisis, 1995).
- L'individuation psychique et collective (Paris, Aubier, 1989 et 2007 - préface de Bernard Stiegler).

### Postuma skrifter
2005–2006
- L’Invention dans les techniques, Cours et conferences (Éd. du Seuil, coll. "Traces écrites").
- L’Individuation à la lumière des notions de forme et d’information (Jérôme Millon, coll. Krisis).
- Cours sur la perception (1964–1965), Préface de Renaud Barbaras (Editions de La Tansparence).

2008
- Imagination et invention (1965–1966)(Editions de La Transparence)

2010
- Communication et Information. Cours et Conférences (Éditions de La Transparence).

2014
- Sur la technique (Presses Universitaires de France)